# Cornelio Heredia
Pour les articles homonymes, voir Heredia.
Cornelio Heredia Zambrano (Chincha Alta, 16 octobre 1920 – Lima, 29 septembre 2004) est un footballeur péruvien évoluant au milieu de terrain. 
Surnommé El Brujo « le sorcier », c’est l’un des joueurs majeurs de l'Alianza Lima.

## Biographie

### Carrière de joueur
Il s'initie au football professionnel relativement tard (à l'âge de 26 ans), mais cela ne l'empêche pas de devenir l'une des idoles de l'Alianza Lima où il évolua durant pratiquement toute sa carrière (de 1946 à 1958). Il y remporta quatre titres de champion (voir palmarès). Il raccroche les crampons au Ciclista Lima où il joua de 1959 à 1960.
International péruvien de 1947 à 1956, Cornelio Heredia prend part à cinq Championnats sud-américains de football (1947, 1949, 1953, 1955 et 1956) et atteint la 3e place en 1949 et 1955. 

#### Buts en sélection
| Buts en sélection de Cornelio Heredia | Buts en sélection de Cornelio Heredia | Buts en sélection de Cornelio Heredia | Buts en sélection de Cornelio Heredia | Buts en sélection de Cornelio Heredia | Buts en sélection de Cornelio Heredia | Buts en sélection de Cornelio Heredia |
|                                       | Date                                  | Lieu                                  | Adversaire                            | Score                                 | Résultat                              | Compétition                           |
| ------------------------------------- | ------------------------------------- | ------------------------------------- | ------------------------------------- | ------------------------------------- | ------------------------------------- | ------------------------------------- |
| 1.                                    | 27 avril 1949                         | Vira Belmiro, Santos (Brésil)         | Bolivie                               | 3-0                                   | 3-0                                   | Champ. sud-am. 1949                   |
| 2.                                    | 28 juillet 1953                       | Estadio Nacional, Lima (Pérou)        | Chili                                 | 2-0                                   | 5-0                                   | Amical                                |
| 3.                                    | 28 juillet 1953                       | Estadio Nacional, Lima (Pérou)        | Chili                                 | 5-0                                   | 5-0                                   | Amical                                |
| 4.                                    | 6 mars 1955                           | Estadio Nacional, Santiago (Chili)    | Chili                                 | 4-3                                   | 5-4                                   | Champ. sud-am. 1955                   |

### Décès
Il meurt le 29 septembre 2004 dans le quartier de La Victoria, à Lima.

## Palmarès
Alianza Lima
- Championnat du Pérou (4) :
  - Champion : 1948, 1952, 1954 et 1955.